# Bảo tàng Vùng đất Krajeńska ở Nakło nad Notecią
Bảo tàng Vùng đất Krajeńska ở Nakło nad Notecią (tiếng Ba Lan: Muzeum Ziemi Krajeńskiej w Nakle nad Notecią) là một bảo tàng tọa lạc tại số 14 Phố Pocztowa, Nakło nad Notecią, Ba Lan. Trụ sở của Bảo tàng là nơi trước đây từng là một kho thóc làm bằng khung gỗ được xây dựng vào thế kỷ 19.

## Lược sử hình thành
Bảo tàng Vùng đất Krajeńska ở Nakło nad Notecią
Ý tưởng thành lập một bảo tàng ở Nakło ra đời từ thập niên 1960. Năm 1963, Ban Tổ chức của Bảo tàng Vùng đất Krajeńskie được thành lập, một năm sau chuyển đổi thành Hội Văn hóa Krajeńskie. Bảo tàng được mở cửa vào ngày 22 tháng 7 năm 1964, và trụ sở đầu tiên của Bảo tàng là tòa nhà ở số 2 Phố Gimnazjalna. Ba năm sau, các bộ sưu tập được chuyển đến Trung tâm Văn hóa Huyện (nay là Trung tâm Văn hóa Nakło) ở số 3 Phố Mickiewicza. Vào những năm 1980, do bộ sưu tập liên tục mở rộng, kho thóc ở số 14 Phố Pocztowa được chỉ định làm trụ sở mới của Bảo tàng. Công việc cải tạo được thực hiện trong các năm 1985-1990, và Bảo tàng chính thức khánh thành trụ sở mới vào ngày 3 tháng 5 năm 1990.

## Triển lãm
Bộ sưu tập của Bảo tàng Vùng đất Krajeńska ở Nakło nad Notecią hiện đang bao gồm một triển lãm thường trực về lịch sử của thành phố và vùng Krai, bao gồm triển lãm các hiện vật từ thời tiền sử đến Chiến tranh thế giới thứ hai. Ngoài ra, Bảo tàng còn có một bộ sưu tập lớn các bưu thiếp từ Nakło, một triển lãm dân tộc học, một triển lãm tiểu sử về Klemens Biniakowski, và các thứ khác.
Bảo tàng cũng tổ chức các buổi hội thảo và thuyết trình về nghệ thuật và gốm sứ.

## Giờ mở cửa
Bảo tàng Vùng đất Krajeńska ở Nakło nad Notecią hoạt động quanh năm, mở cửa tất cả các ngày trong tuần trừ thứ Bảy. Khách tham quan phải trả phí vào cửa.